# Heniocha
Heniocha é um gênero de mariposa pertencente à família Bombycidae.